# La musica della città vivente
La musica della città vivente (City Come A-Walkin') è un romanzo di fantascienza dello scrittore John Shirley, pubblicato nel 1980, edito in Italia anche con il titolo Il rock della città vivente.
Il romanzo è considerato precursore del genere cyberpunk poiché anticipa alcune tematiche che negli anni successivi diventeranno centrali nella letteratura fantascientifica del "Mirrorshades Movement" quali, ad esempio, l'intelligenza artificiale, il cyberspazio e gli avatar.

## Trama
(John Shirley, La musica della città vivente)
Negli Stati Uniti, in un futuro prossimo, la progressiva introduzione obbligatoria di sistemi di pagamento elettronico (il cosiddetto Tif, "Trasferimento istantaneo di fondi") sta snaturando la natura delle città, delocalizzando le attività e rendendo inutili le grandi aggregazioni di persone. Lo sviluppo delle comunicazioni, inoltre, sta gettando le basi per un villaggio globale e svilendo il ruolo sociale delle metropoli. San Francisco, come le altre città, è un'unità viva, specialmente di notte; la sua circolazione sanguigna sono le tubazioni dell'acqua e del gas, la sua rete neuronale è rappresentata dalle linee telefoniche ed elettriche ma la sua forza è messa in crisi dallo sviluppo del Tif. Tale tecnologia è controllata dalla mafia e San Francisco decide di difendersi spazzando via la malavita organizzata che ne amministra illecitamente i proventi.
San Francisco si materializza in forma umana e il suo avatar si rivela a Stu, il proprietario di un famoso club, l'Amnesia, diventato l'ultimo baluardo contro il Tif. L'Amnesia è uno degli ultimi esercizi ad accettare ancora il contante e il suo proprietario è attivo nei movimenti che si oppongono al denaro elettronico. San Francisco convince Stu, che ha grossi problemi con la malavita, per essersi opposto in tutti i modi alla valuta elettronica, a collaborare con lei e lo guida in alcune cruente azioni contro la mafia. Ad aiutare Stu c'è Catz Wailen, giovane rock star alternativa con doti sensitive, innamorata di Stu.
La collaborazione, inizialmente prospettata da San Francisco, alias Città, a Stu e Catz come azioni incruente volte ad acquisire prove delle attività illecite da denunciare ai media, si rivela essere invece di incredibile violenza. Le capacità di Città le consentono di modificare a piacimento la materia che costituisce le sue infrastrutture. Alcuni gangster vengono uccisi impietosamente mentre Stu, da una parte coinvolto inevitabilmente nei piani di San Francisco e dall'altra braccato dal boss mafioso Rufe Roscoe che gli crea il vuoto intorno, pur nutrendo grosse riserve nei confronti dei piani di Città, è incapace di tirarsi indietro. Catz, decide di non accettare più l'ingerenza di San Francisco nelle loro vite e, pur innamorata di Stu, lo abbandona trasferendosi lontano dai negativi influssi della città.
Inutili sono i tentativi di Stu di trovare appoggio da parte di giornalisti o del procuratore distrettuale; l'influenza economica e la potenza di Roscoe è troppo forte. Durante le sue trasferte in altre città, tuttavia, Stu viene contattato con le personificazioni delle altre metropoli che pur mettendolo in guardia contro San Francisco, a loro detta affetto da malattia mentale, lo tranquillizzano asserendo che tra breve la mafia sarà estirpata.
Mentre Stu dorme, Città interviene su di lui. L'uomo si risveglia disincarnato; la sua anima fluttua lontano dal corpo, diventato un cyborg che, manovrato da San Francisco, elimina tutti i membri della banda di Roscoe. Stu continuerà a vivere come corpo astrale.

## Personaggi
Stuart "Stu" Coleproprietario del club Amnesia.
Catz WailenIl suo vero nome è Sonja Pflug ma è conosciuta con il suo nome d'arte. Cantautrice, leader di un gruppo rock, ha capacità sensitive. Innamorata di Stu ha una relazione con lui e inizialmente lo supporta nella lotta contro la mafia.
CittàLa personificazione di San Francisco.
Arthur "Art" ToppAvvocato di Stu, in realtà sotto controllo della malavita e della società che detiene il controllo di tutte le transazioni commerciali effettuate obbligatoriamente con denaro elettronico.
Rufe RoscoeUn gangster che ha in mano il monopolio delle transazioni economiche in tutti gli Stati Uniti.
SalmonAvvocato del Tif.
GullardoBoss della mafia e collaboratore di Roscoe.
Bill WallachBarista nel club Amnesia e socio di Stu.

## Edizioni
- (EN) John Shirley, City Come A-Walkin', 1ª ed., Dell, 1980.
- John Shirley, Il rock della città vivente, traduzione di Vittorio Curtoni, Urania, vol. 902, Mondadori, 1981,  p. 198.
- John Shirley, La musica della città vivente, traduzione di Vittorio Curtoni, Urania Classici, vol. 228, Mondadori, 1996,  p. 192.